# Juliette Raabe
Pour les articles homonymes, voir Raabe.
Juliette Raabe est une romancière, nouvelliste et essayiste français, née le 31 août 1929 à Méré (Yvelines). Elle a utilisé le pseudonyme de Sidonie Ladoucette.
Agrégée de lettres classiques et ayant enseigné les littératures populaires, le latin et la vidéo interactive à l'Université Paris-VIII, sa passion pour les chats l'a conduite à réaliser en 1977 une imposante anthologie réunissant pratiquement tout ce que l'écrit et l'illustration ont donné sur le sujet, La Bibliothèque illustrée du chat. Elle a aussi été directrice de la collection « Gore » au sein de la maison d'édition Fleuve noir (1985-1989).

## Œuvres
- Casse-têtes (livre-jeu, 1967)
- Gare ton doigt de l'ondoing, (nouvelle, 1963)
- Le Jeu de l'awelé (1972, mis à jour et réédité en 2006)
- Préface et Bibliographie de  Michel Lebrun pour Pleins Feux sur Sylvie, coll. « Les chefs-d'œuvre du roman policier »,Édito-Service S. A., 1973
- La Bibliothèque illustrée du chat (1977)
- Journal d'une ménagère inversée, nouvelle initialement parue dans Fiction no 120, novembre 1963, puis dans l'anthologie Les Mondes francs en 1988.
- Fleuve noir, 50 ans d'éditions populaires
- Pratiques et objets culturels sériels (1993)
- Le Jeu de go (sous le pseudonyme de Sidonie Ladoucette)

## Sources
- Les Mondes francs, notice biographique des auteurs, article Juliette Raabe, p. 406-407.